# Ypsilopus
Ypsilopus – rodzaj epifitycznych i monopodialnych roślin z rodziny storczykowatych (Orchidaceae). Długie i proste liście tworzą wachlarz. Kwiatostan wyrasta z nasady łodygi, kwiaty są białe lub bladozielone. Krótki słupek, dwuklapowe pylniki. Rośliny z tego gatunku występują w lasach na wysokościach od 1450 m do 2500 m n.p.m. Rzadko uprawiane są w warunkach domowych.
Zasięg roślin z tego rodzaj obejmuje Tanzanię, Kenię, Malawi, Mozambik, Zambię, Zimbabwe, Rwandę oraz dwie prowincje RPA – Kraj Przylądkowy i KwaZulu-Natal.

## Systematyka
Rodzaj sklasyfikowany do podrodziny epidendronowych (Epidendroideae) z rodziny storczykowatych (Orchidaceae), rząd szparagowce (Asparagales) w obrębie roślin jednoliściennych.
Wykaz gatunków
- Ypsilopus erectus (P.J.Cribb) P.J.Cribb & J.Stewart
- Ypsilopus leedalii P.J.Cribb
- Ypsilopus liae Delep. & J.-P.Lebel
- Ypsilopus longifolius (Kraenzl.) Summerh.
- Ypsilopus viridiflorus P.J.Cribb & J.Stewart